# Снегири
Снегири (лат. Pyrrhula) — небольшой род птиц из семейства вьюрковых. 
Латинское название рода дано из-за их яркой окраски, так как по латыни Pyrrhula означает «огненный». Делится на две группы:
- масковые (четыре вида);
- черношапочные снегири (четыре вида).

Снегири распространены в зоне хвойных лесов до лесостепей и лесотундры в тропическом высокогорье и на север в указанных границах. В Евразии от Азорских островов до Филиппин. Союз охраны птиц России объявил годом снегиря 2008 год.

## Виды
Род насчитывает 8 ныне живущих видов:
- Pyrrhula aurantiaca — Желтоспинный снегирь
- Pyrrhula erythrocephala — Красноголовый снегирь
- Pyrrhula erythaca — Сероголовый снегирь
- Pyrrhula leucogenis — Белощёкий снегирь
- Pyrrhula murina — Азорский снегирь
- Pyrrhula nipalensis — Бурый снегирь
- Pyrrhula owstoni
- Pyrrhula pyrrhula — Снегирь, или обыкновенный снегирь
  - Pyrrhula pyrrhula cineracea — Серый снегирь
  - Pyrrhula pyrrhula griseiventris — Уссурийский снегирь

Серого и уссурийского снегирей иногда считают подвидами обыкновенного.
В род также включают вымершего представителя † Pyrrhula crassa.